# Артуро Ортиз (атлетичар)
{{Атлетичар
| име = Артуро Ортиз
Arturo Ortiz
| слика = 
| ширина_слике = 
| опис_слике = 
| пуно_име = Артуро Ортиз Сантос
| надимак = 
| датум_рођења = 18. септембар 1966.
| место_рођења = Женева
| држава_рођења = Швајцарска
| датум_смрти = 
| место_смрти = 
| држава_смрти = 
| држављанство  = шпанско
| висина = 1,90
| тежина = 73
| клуб = Лариос А. А. М. Мадрид
| каријера = 1983 — 2002.
| дисциплине = скок увис 
| рекорди = 2,34 (отворено)
 2,31 (дворана)
| награде = 
| медаље  = 
|-
! Атлетика

|-
! Представљајући   Шпанију

|-
! Скок увис

|-
! Европско првенство у дворани

|-
| || 1990. Глазов ||  2,30

|-
! Иберо—америчко првенство

|-
| || 1990. Манаус ||  2,21

|-
! Летња универзијада
{{медаља сребро|[[Летња универзијада 1991.|1991 Шафилд}}] | 2,31}} 
{{медаља бронза|[[Летња универзијада 1993.|1993 Буфало}}] | 2,27}} 

|-
! Медитеранске игре

|-
| ||  1997. Бари ||  2,26
}}
Артуро Ортиз Сантос (шп. Arturo Ortiz Santos; Женева, 18. септембар 1966) бивши је шпански атлетичар који се специјализовао за скок увис. Троструки је учесник Олимпијских игара (1988, 1992, 1996), Светских првенстава на отвореном (1987, 1993, 1993), и Светских првенстава у дворани (19891, 1993, 1997), једном Европском првенству на отвореном 1990. и четири у дворани (1997, 1990, 1992. и 1996).

## Спортска каријера
Скок увис је почео тренирати 1983. године а шпански универизетски првак постао је 1986. године. Године 1987. у 21. години, већ је први пут оборио шпански рекорд скоком од 2,27 м. Исте године освојио је прву титулу првака Шпаније у апсолутној категорији, како у дворани, тако и на отвореном. Укупно пет пута је обарао шпански рекорд. Пети и последњи пут у Баарселон 1991. скоком 2,34 м поставио је и данас (април 2019. актуелни шпански рекорд. Данас је актуела рекорд Шпаније 2,31 м постихнут у дворани 18. фебруара 1990.
Шпански првак на отвореном био је 9 пута (1987, 1988, 1990, 1991, 1992, 1993, 1995, 1996 и 1997) и 4 пута у дворани (1987, 1990, 1992, 1996).
Артуро Ортиз се престао активно бавити спортом на крају сезоне 2002. године, после успешне каријера која је трајала пуних 19 година.

## Значајнији резултати
| Год.                   | Такмичење                    | Место                         | Пласман                | Резултат (м)           | Извор                                   |
| Представљајући Шпанију | Представљајући Шпанију       | Представљајући Шпанију        | Представљајући Шпанију | Представљајући Шпанију | Представљајући Шпанију                  |
| ---------------------- | ---------------------------- | ----------------------------- | ---------------------- | ---------------------- | --------------------------------------- |
| 1987.                  | Европско првенство у дворани | Лијевен, Француска            | =12.                   | 2,15                   |                                         |
| 1987.                  | Светско првенство            | Рим, Италија                  | = 12.                  | 2,25                   | Архивирано на веб-сајту (21. март 2019) |
| 1988.                  | Олимпијске игре              | Сеул, Јужна Кореја            | 14.                    | 2,25                   |                                         |
| 1990.                  | Европско првенство у дворани | Глазгов, Уједињено Краљевство |                        | 2,30                   |                                         |
| 1990.                  | Европско првенство           | Сплит, Југославија            | 8.                     | 2,28                   |                                         |
| 1990.                  | Иберо—америчко првенство     | Маунас, Бразил                | 1,                     | 2,21                   |                                         |
| 1991                   | Светско првенство у дворани  | Севиља, Шпанија               | 9.                     | 2,28                   |                                         |
| 1991                   | Летња универзијада           | Шефилд, Уједињено Краљевство  |                        | 2,31                   |                                         |
| 1991                   | Светско првенство            | Токио, Јапан                  | = 10.                  | 2,24                   |                                         |
| 1992.                  | Европско првенство у дворани | Ђенова, Италија               | 7.                     | 2,26                   |                                         |
| 1993.                  | Светско првенство у дворани  | Торонто, Канада               | 12.                    | 2,24                   |                                         |
| 1993.                  | Летња универзијада           | Буфало, САД                   |                        | 2,27                   |                                         |
| 1993.                  | Светско првенство            | Штутгарт, Немачка             | = 7.                   | 2,31                   |                                         |
| 1996.                  | Европско првенство у дворани | Стокхолм, Шведска             | 6.                     | 2,27                   |                                         |
| 1997.                  | Светско првенство у дворани  | Париз, Француска              | 11.                    | 2,25                   |                                         |
| 1997.                  | Медитеранске игре            | Бари, Италија                 |                        | 2,26                   |                                         |

## Лични рекорди
| Дисциплина          | Резултат | Место          | Батум            |
| ------------------- | -------- | -------------- | ---------------- |
| Скок увис           | 2,34 m   | Барселона      | 22. јун 1991.    |
| Скок увис (дворана) | 2,31 m   | Сан Себастијан | 18. фебруар 1990 |